# Törmelékörvény

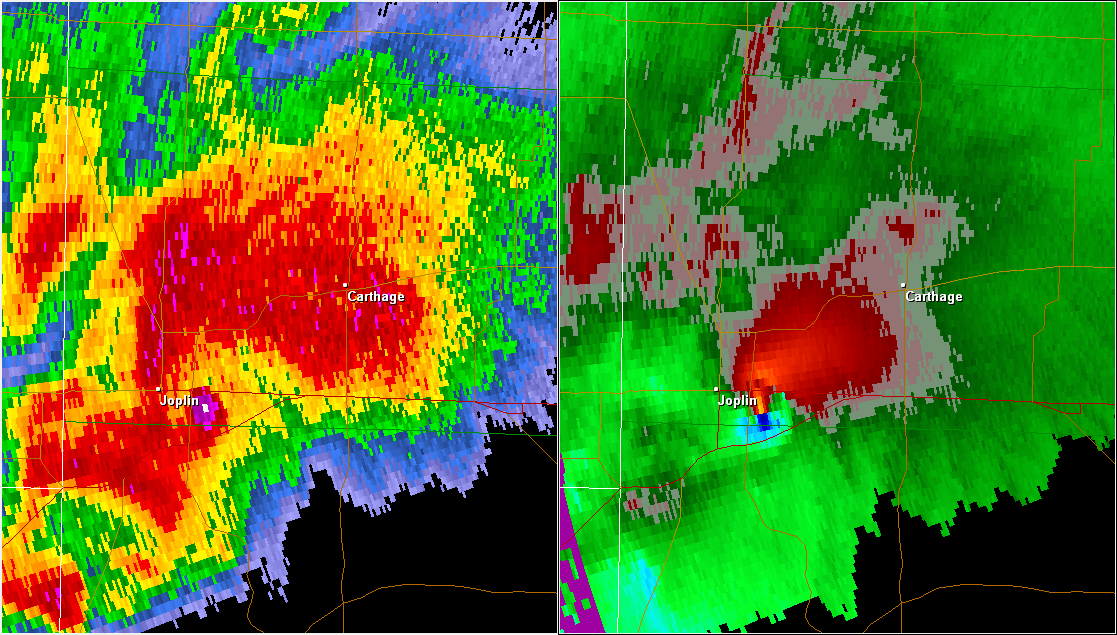
A 2011-es joplini tornádó radarfelvétele, amelyen jól megfigyelhető a nagy fényvisszaverő képességű törmelékörvény

A törmelékörvény egy olyan a meteorológiai radarképeken felbukkanó képződmény, amelynek a fényvisszaverő képessége nagyobb, mint környezetéé, melyet az okoz, hogy az ilyen helyeken nagy mennyiségű törmelék került a levegőbe tornádó hatására. E törmelékörvény nagyobb valószínűséggel jelenik meg a radarképeken, miután a forgószél áthaladt egy-egy erdősávon, vagy lakott területen. Törmelékörvény általában a Fujita-skálán 3-as erősségű, vagy erősebb tornádók következtében jön létre. Gyengébb tornádók nem is alakítanak ki törmelékörvényt, mivel ezek általában rövidebb ideig tartanak és nem elég nagy erejűek ahhoz, hogy nagyobb mennyiségű törmeléket kapjanak fel a levegőbe. Azonban előfordulhat, hogy erősebb tornádók sem alakítanak ki a radarokon is megfigyelhető törmelékörvényeket, ha olyan helyeken haladnak keresztül, amelyek nem tartalmaznak nagyobb mennyiségű anyagot a törmelékörvény kialakulásához. A radarképeken felbukkanó törmelékörvények 70-80%-os pontossággal tornádót jeleznek.

## Fordítás
Ez a szócikk részben vagy egészben  a   Debris ball című angol Wikipédia-szócikk ezen változatának fordításán alapul.  Az eredeti cikk szerkesztőit annak laptörténete sorolja fel. Ez a jelzés csupán a megfogalmazás eredetét és a szerzői jogokat jelzi, nem szolgál a cikkben szereplő információk forrásmegjelöléseként.